# Антифашистські мітинги представників українського народу
Антифаши́стські мі́тинги представникі́в украї́нського наро́ду — мітинги, організовані ЦК КП(б)У та Урядом Радянської України в роки нім.-рад. війни, на яких була продемонстрована воля трудящих України до перемоги над гітлерівськими загарбниками. Перший і другий мітинги відбулися в Саратові 26 листопада 1941 і 30 серпня 1942, третій — у Москві 16 травня 1943, четвертий — у Києві 20 лютого 1944. 
У виступах робітників і колгоспників, червоноармійців і партизанів, учених і письменників була яскраво виявлена відданість українського народу перемозі над ненависним ворогом. Учасники мітингів звернулися з закликами до населення окупованих областей України віддати всі сили на боротьбу за визволення радянської землі з-під ярма німецьких загарбників і надіслали привітання воїнам-фронтовикам. ЦК ЛКСМУ провів три такі мітинги представників молоді України.